# Onthophagus gangloffi
Onthophagus gangloffi là một loài bọ cánh cứng trong họ Bọ hung (Scarabaeidae).